# Kôprovský štít
Der Kôprovský štít (deutsch Dillenspitze, ungarisch Kapor-csúcs, polnisch Koprowy Wierch) ist ein Berg in der Hohen Tatra in der Slowakei mit einer Höhe von 2367 m n.m.
Er befindet sich auf einem vom polnisch-slowakischen Grenzberg Čubrina herausragenden Bergrücken, der in grob südwestlicher Richtung zum Berg Kriváň führt. Ein etwa 2,5 Kilometer langer Berggrat nach Westen trennt die Täler Hlinská dolina auf der SW-Seite und Temnosmrečianska dolina auf der NW-Seite. Östlich fällt der Hang zum Tal Mengusovská dolina hinab, mit dem Gebirgssee Veľké Hincovo pleso im Hochgebirgskessel Hincova kotlina unmittelbar am Bergfuß.
Der Berg ist über touristische Wanderwege erreichbar, jedoch nur vom 1. Juni bis zum 31. Oktober. Zum Gipfel führt ein rot markierter Wanderweg (Anstieg 0:30 h, Abstieg 0:20 h) vom Sattel Vyšné Kôprovské sedlo 2180 m n.m., wo er einen blau markierten Wanderweg trifft, der vom Popradské pleso 1494 m n.m. beziehungsweise von der eine Stunde Fußweg tiefer gelegenen Haltestelle „Popradské Pleso“ der Elektrischen Tatrabahn führt. Auf der anderen Seite ist ein längerer Aufstieg von Podbanské oder Tri studničky heraus über den Abzweig Nad Bytom und das Tal Kôprová dolina und weiter Hlinská dolina möglich.